# Tapsamling
En tapsamling er en teknik som mest er kendt til at forbinde to stykker træ – f.eks. bjælker eller brædder. Andre materialer anvendes også. Mortise kaldes på dansk taphul – og tenon kaldes sinketap.
Ved samling af brædder ønsker man at de griber ind i hinanden.
Derfor fræser/hakker man et hul i det ene stykke – og en tap i det andet stykke.

## Historisk
En ældre tapsamling er fundet i et 4800 år gammel træruin nogle arkæologer kalder "Noah's Ark" i Ankara.
En anden kendt tapsamling anvendelse er i den 43,6 meter lange og 5,9 meter brede Keops båd eller Keops skib, som er ca. 4.500 år gammel. Skibet blev ved et tilfælde fundet i 1954 og lå som et samlesæt ved Giza-pyramidekomplekset i et lukket stenrum ved foden af en af pyramiderne.
Historikeren Herodot har ved sit besøg for ca. 2400 år siden i Ægypten beskrevet skibe kaldet Baris, der sejlede op og ned ad Nilen. Et sådan skib er nu fundet rimelig velbevaret på Nilens bund. Skibet udgøres af tykke planker med tapsamlinger.
Stonehenges lintel-sten, trestenssamlingerne og Sarsen-cirklen holdes fast af tapsamlinger.
Arkæologisk bevis fra kinesiske steder viser at ved slutningen af stenalderen blev tapsamlinger anvendt i kinesisk byggeri.